# Petit château de Navarre
Pour les articles homonymes, voir Petit-Château.
Le petit château de Navarre est un ancien hôtel particulier situé à Évreux dans le département de l'Eure et la région Normandie.

## Localisation
L'édifice est situé à Évreux (Eure) dans le quartier de Navarre. Il est situé au bord de l'Iton au 56, avenue Aristide-Briand en face de l'église Saint-Germain de Navarre.

## Dénomination
Le nom familier de cet édifice est impropre puisque le Petit Château de Navarre désigna à l'origine un édifice situé à l'avant du château de Navarre. « En 1749, un petit château est construit à l'avant, vers Évreux, pour accueillir Louis XV et Madame de Pompadour ». Le marquis de Dauvet rachète le domaine en 1827 et fait raser les deux châteaux.
La présente bâtisse du XVIIIe siècle est davantage une gentilhommière avec un beau parc qui fut agrandie au cours du XIXe siècle et qualifiée abusivement de château.

## Historique
Le château est construit en deux temps. La première phase se situe au XVIIIe siècle. La construction remonte à 1781 pour Auguste Casimir de Vergnette, seigneur d'Alban et « fils de l'ancien capitaine des chasses du duc de Bouillon ».  
L'évêque d'Angers Michel-François de Couët du Vivier de Lorry y trouve refuge durant la Terreur, et également le poète Jean-François Marmontel,. Le poète qui y a logé la qualifie de « maison assez jolie » mais juge le lieu « humide et malsain ». Une extension est construite au cours du XIXe siècle. On peut nettement voir sur les plans du début du XIXe siècle l'existence de l'aile XVIIIe siècle perpendiculaire à l'Iton. 
L'extension du quartier de Navarre à Évreux date du XIXe siècle avec l'implantation d'usines, puis de la gare Évreux-Navarre et de quartiers d'habitation à partir de 1837.
Il est légué en 1936 par sa propriétaire, Marthe Réveilhac (1874-1959),, aux sœurs de Sainte-Marie de Torfou, pour qu'une école catholique s'y implante. L'établissement, l'Immaculée Conception, est créé en 1938 et le château est utilisé à cette fin jusqu'au début du XXIe siècle.
Le château est occupé par les troupes allemandes jusqu'au 15 août 1940.
À la suite d'inondations dans les années 1990, « un défaut de compacité et un tassement de sol d'assise des fondations ont été repérés, ainsi que la présence de poches de dissolution de la craie. La décompression de cette craie est existante jusqu'à 20 m de profondeur. La proximité de l'Iton accentue le processus ». L'édifice n'est alors plus entretenu et de nouveaux bâtiments sont privilégiés, l'édifice étant étayé.
En 2004, le bâtiment cesse d'être utilisé à des fins scolaires.
La réhabilitation étant jugée trop coûteuse par l'établissement scolaire propriétaire, sa destruction est prévue. Cependant, un arrêté du 29 septembre 2017 de la Ministre de la culture Françoise Nyssen classe le bien au titre des monuments historiques pour un an.
La commission de classement du patrimoine et de l'architecture de Normandie refuse le classement en septembre 2018, l'édifice est à nouveau menacé de destruction.
L'édifice bénéficie toutefois d'une inscription au titre des monuments historiques le 3 octobre 2018.
Le château est finalement détruit fin juillet 2019 à l'initiative de son propriétaire.

## Architecture
La bâtisse est composée de deux ailes construites à des époques différentes et d'une véranda qui longe la façade côté parc. L'aile située perpendiculairement à l'Iton date du XVIIIe siècle. C'est vraisemblablement dans cette partie qu'a logé Marmontel. L'aile parallèle à l'Iton date du XIXe siècle. L'édifice est un bel exemple d'architecture du XIXe siècle avec ses façades et des détails architecturaux comme les lucarnes et les faîtières. C'est, selon la préfecture de l'Eure, « un exemple représentatif de maison bourgeoise du XIXe siècle au sein d'un quartier qui s'est développé à cette époque ».